# Temuwuh
Temuwuh is een bestuurslaag in het regentschap Bantul van de provincie Jogjakarta, Indonesië. Temuwuh telt 6621 inwoners (volkstelling 2010).